# مركز الراغبه (محافظة الطائف)
مركز الراغبه أحد المراكز الإدارية التابعة لمحافظة الطائف في منطقة مكة المكرمة.

## المركز
يبعد المركز عن محافظة الطائف 380 كيلو متر بإتجاه الشمال الشرقي، نوع الطريق أسفلت 250 كم وطريق سهل بمسافة 130 كم. أقرب مدينة أو قرية بها مركز خدمات صحية هو مركز الرفايع الذي يبعد عن القرية 20 كم. الخدمات التعليمة: يوجد في المركز مدرسة واحدة هي مدرسة أم المؤمنين عائشة الابتدائية (بنات). بالإضافة لوجود مركز إداري وخدمة بريد. يحتوي المركز على عدد من القرى:
- المزيرعه.
- هجرة الغرابة.
- حيلان (بئر ابن نميان).